# Pedro Alexandro García
Pour les articles homonymes, voir Pedro García (homonymie), De la Cruz et Garcia.
Pedro Alexandro García de la Cruz, né le 14 mars 1974 à Pisco au Pérou, est un footballeur international péruvien qui évoluait au poste de milieu de terrain.

## Biographie

### Carrière en club
Pedro A. García est l'un des joueurs les plus emblématiques de l'histoire de l'Universidad San Martín de Porres dont il est le buteur historique (76 buts) et au sein duquel il remporte trois championnats du Pérou en 2007, 2008 et 2010.
Un autre club important dans sa carrière est l'Alianza Atlético de Sullana où il évolue au début des années 2000 et où il marque 52 buts en 164 matchs.
Enfin, au niveau des compétitions internationales, il dispute 13 matchs de Copa Libertadores (deux buts inscrits) et huit matchs de Copa Sudamericana (aucun but).

### Carrière en sélection
International péruvien, Pedro A. García joue 19 matchs (pour deux buts inscrits) entre 2000 et 2009. 
Il figure dans le groupe des sélectionnés lors des Copa América de 2001, de 2004 et de 2007, où son équipe atteint à chaque fois les quarts de finale.
Il joue également trois matchs comptant pour les tours préliminaires de la coupe du monde, lors des éditions 2002 et 2010.

## Palmarès

### En club
| Alianza Lima - Championnat du Pérou (1) : - Vainqueur : 1997. |  | Universidad San Martín - Championnat du Pérou (3) : - Vainqueur : 2007, 2008 et 2010. |

### Distinctions individuelles
- Meilleur buteur de l'histoire de l'Universidad San Martín de Porres (76 buts, 74 en championnat et 2 en Copa Libertadores).